# Konrad de la Fuente
Konrad de la Fuente, född 16 juli 2001, är en amerikansk fotbollsspelare som spelar för Lausanne-Sport.

## Klubbkarriär
Den 29 juni 2021 värvades de la Fuente av Marseille, där han skrev på ett fyraårskontrakt. De la Fuente gjorde sin Ligue 1-debut den 8 augusti 2021 i en 3–2-vinst över Montpellier, där han även gjorde en assist. Den 13 augusti 2022 lånades de la Fuente ut till grekiska Olympiakos på ett säsongslån. Den 8 augusti 2023 lånades han ut till Segunda División-klubben Eibar på ett säsongslån.
Den 24 juli 2024 värvades de la Fuente av schweiziska Lausanne-Sport, där han skrev på ett treårskontrakt.

## Landslagskarriär
De la Fuente debuterade för USA:s landslag den 12 november 2020 i en 0–0-match mot Wales.